# Lifehacker
Lifehacker je popularni američki blog o hakiranju života ↓1 pokrenut 31. siječnja 2005. godine, u vlasništvu tvrtke Gawker Media. Blog objavljuje opće životne savjete i trikove te pokriva široki raspon softverskih tema (Microsoft Windows, Mac i Linux programi, iOS i Android aplikacije).  
Postoje i četiri međunarodna izdanja, Lifehacker Australia, Lifehacker Japan, Lifehacker India i Lifehacker UK, koja preuzimaju većinu sadržaja s izvornog bloga, uz dodatni sadržaj prilagođen lokalnim čitateljima. 

## Povijest
Lifehacker je pokrenula Gina Trapani, koja je do 2009. bila i glavna urednica. Nakon nje, glavni urednik je do 2013. bio Adam Pash, kada to mjesto preuzima Whitson Gordon. Danas uredništvo broji trinaest članova.

## Priznanja i nagrade
- 2005.: Popis časopisa Time "50 Coolest Web Sites";[7] popis web stranice CNET "Blog 100"[8]
- 2006.: Popis časopisa Time "25 Sites We Can't Live Without";[9] nagrada Rave časopisa Wired, za najbolji blog[10]
- 2007.: Popis časopisa PC Magazine "Our Favorite 100 Blogs";[11] Weblog Award (Bloggie) za najbolji grupni blog[12]
- 2008.: Nagrada Bloggie za najbolji blog o kompjuterima i tehnologiji[13]
- 2009.: Popis časopisa Time "25 Best Blogs 2009";[14] nagrada Bloggie za najbolji blog o kompjuterima i tehnologiji[15]
- 2011.: Nagrada Bloggie za najbolji blog o kompjuterima i tehnologiji[16]